# 417

## Úmrtí
- Inocenc I. – papež

## Hlavy států
- Papež – Inocenc I. (401–417) » Zosimus (417–418)
- Východořímská říše – Theodosius II. (408–450)
- Západořímská říše – Honorius (395–423)
- Perská říše – Jazdkart I. (399–421)
- Vizigóti – Wallia (415–419)
- Vandalové – Gunderich (407–428)